# Comuna Eșelnița, Mehedinți
Eșelnița este o comună în județul Mehedinți, Banat, România, formată numai din satul de reședință cu același nume. Se află în partea vestica a judetului Mehedinți pe DN 57. Localitatea se învecinează în est cu municipiul Orșova, fiind situată pe malul Dunării la 7 km în amonte de Orșova, la confluența cu râul omonim, la poalele Munților Almăjului. Localitatea este menționată documentar în anul 1488. Până în anul 1966 satul și comuna s-au numit Ieșelnita.
Localitarea era o comună grănicerească din plasa Orșova, jud. (districtul) Severin/Caraș-Severin (1872-1950). Ulterior a aparținut de comuna Ogradena (1951-1964) și a fost arondată orașului Orșova (1965-1968).
Actualul amplasament a fost construit în anii 1967-1970, vechea vatră a așezării aflându-se sub apele lacului de acumulare Porțile de Fier I.

## Turism
Obiective turistice în Eșelnița
Tabula Traiana
Placa memorialã romanã „Tabula Traiana”, 4 metri lungime si 1,75 metri înãltime, ce comemoreazã finalizarea drumului militar roman al lui Traian, este amplasatã pe partea sârbeascã cu fata spre malul românesc.

Mănăstirea de sub ape
Manastirea Mraconia - in zona Cazanelor, sector din Defileul Dunarii, se afla Valea Mracunei ( "loc ascuns" sau "apa intunecata" ),unde,pana in 1967, se gasea o veche manastire numita Mracunia. Constructia Hidrocentralei Portile de Fier 1 a dus,insa, la sacrificarea lacasului de cult, apele revarsate ale lacului de acumulare au inghitit ruinele manastirii, botezata de localnici "manastirea de sub ape". Cand nivelul Dunarii scade foarte mult, ruinele in forma de cruce ale vechiului lacas pot fi vazute cu ochiul liber. De-a lungul timpului, a fost cunoscuta drept Manastirea din Valea Dunarii sau de la Ogradena Veche, o fosta comuna mehedinteana situata in apropiere si inghitita si ea de apele Dunarii.

Cazanele Mici
Între bazinetul Dubovei si Ogradena se află Cazanele Mici, care se întind pe o lungime de 3, 6 km, fiind poziţionate între Ciucaru Mic (313 m) şi Stirbatul Mic (mali Strbac - 626 m) pe teritoriul Serbiei.

Chipul lui Decebal
Chipul lui Decebal, a fost sculptat, între anii 1994-2004 prin finanţarea lui Iosif C-tin Drăgan, pe malul stȃncos de la vărsarea rȃului Mraconia în Dunăre.
Este cea mai mare sculptură în piatră din Europa, înaltă de 55 m şi lată de 25 m. A fost sculptată după modelul celei din stȃnca Muntelui Rushmore, are cu 6 m mai puţin decȃt Statuia Libertăţii, cu opt mai mult decat monumentul lui Christos din Rio de Janeiro şi cu aprox. 10 m mai mult decȃt înălţimea legendarului Colos din Rhodos. Sub chipul lui Decebal se găseşte o inscripţie în latină:`Decebal Rex - dragan fecit`(`regele Decebal - făcută de Dragan`).

Mănăstirea Mraconia
Manastirea Mraconia a cunoscut toate vitregiile istoriei, incepand de la pustiirea navalitorilor, plata peschesului, stapaniri straine si pana la a fi inghitita de apa.
Actuala manastire este ridicata pe locul fostei manastiri Mraconia, ridicata in valea cu acelasi nume. Manastirea initiala a fost ridicata in anul 1523 sub jurisdictia Episcopiei de la Varset de catre dregatorul regiunii de granita a Caransebesului si Lugojului, banul Nicola Garlisteanu. Biserica a primit hramul Sfantului Prooroc Ilie.
Astfel, renumitul cronicar Nicolae Stoica din Hateg, fost protopop al Mehadiei, scria intr-o cronica din anul 1829 ca “de frica turcilor, si indeosebi dupa batalia nefericita de la Varna si dupa ocuparea Constantinopolului in 1453, calugarii de la Mraconia s-au refugiat la Orsova”.

## Demografie
Componența etnică a comunei Eșelnița
     Români (61,39%)
     Romi (27,85%)
     Alte etnii (10,76%)
Componența confesională a comunei Eșelnița
     Ortodocși (87,15%)
     Romano-catolici (2,01%)
     Alte religii (1,1%)
     Necunoscută (9,74%)
Conform recensământului efectuat în 2021, populația comunei Eșelnița se ridică la 2.639 de locuitori, în creștere față de recensământul anterior din 2011, când fuseseră înregistrați 2.565 de locuitori. Majoritatea locuitorilor sunt români (61,39%), cu o minoritate de romi (27,85%). Din punct de vedere confesional, majoritatea locuitorilor sunt ortodocși (87,15%), cu o minoritate de romano-catolici (2,01%), iar pentru 9,74% nu se cunoaște apartenența confesională.

## Politică și administrație
Comuna Eșelnița este administrată de un primar și un consiliu local compus din 11 consilieri. Primarul, Marius-Emilian Vâșcă[*], de la Partidul Social Democrat, este în funcție din octombrie 2020. Începând cu alegerile locale din 2024, consiliul local are următoarea componență pe partide politice:
|  | Partid                                                          | Consilieri | Componența Consiliului | Componența Consiliului | Componența Consiliului | Componența Consiliului |
|  | --------------------------------------------------------------- | ---------- | ---------------------- | ---------------------- | ---------------------- | ---------------------- |
|  | Partidul Social Democrat                                        | 4          |                        |                        |                        |                        |
|  | Alianța Dreapta Unită                                           | 3          |                        |                        |                        |                        |
|  | Alianța pentru Unirea Românilor                                 | 2          |                        |                        |                        |                        |
|  | Partidul Național Liberal                                       | 1          |                        |                        |                        |                        |
|  | Alianța pentru Reformă Echitate Socială Emancipare și Libertate | 1          |                        |                        |                        |                        |

## Legături externe

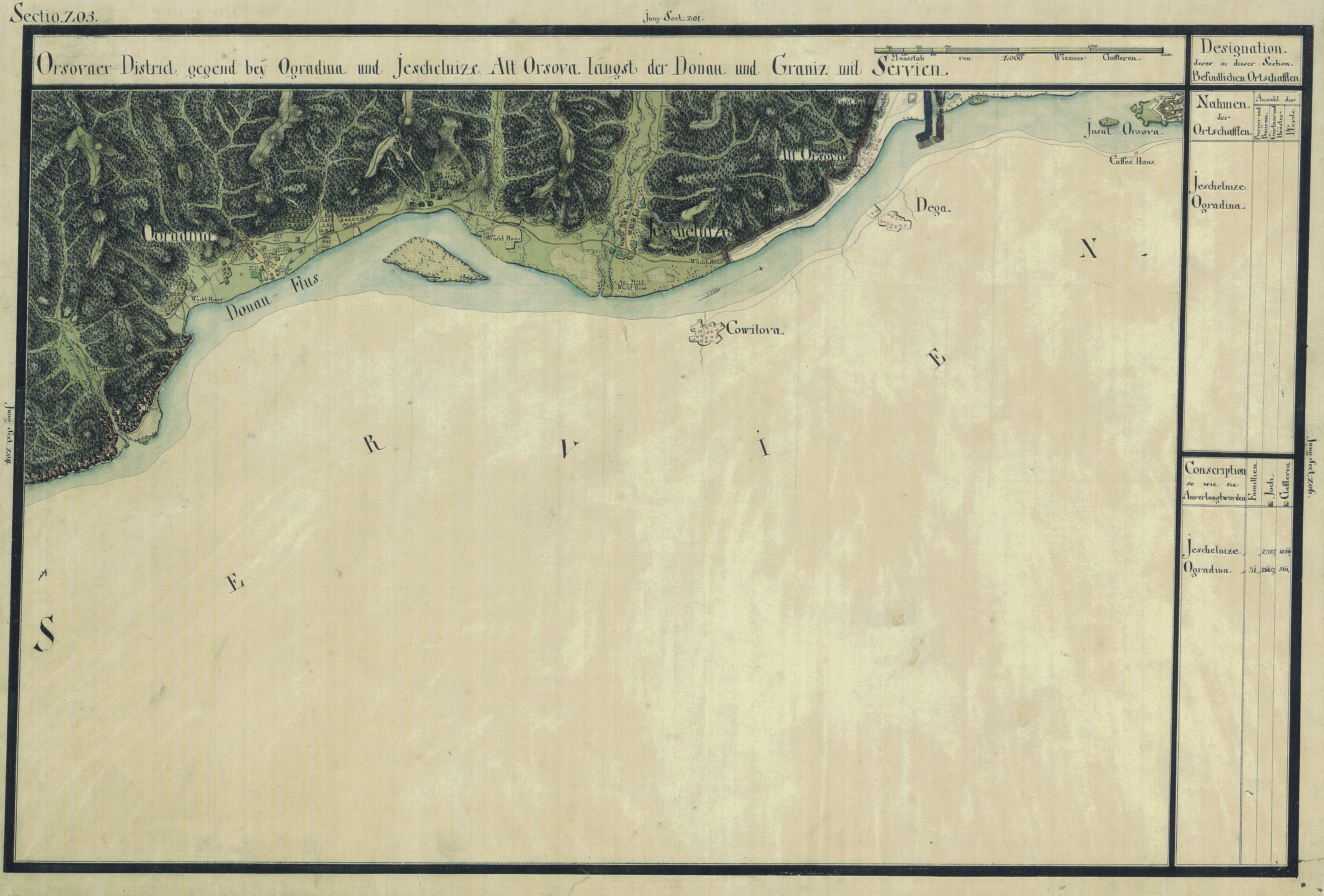
Eșelnița în Harta Iosefină a Banatului, 1769-72